# Sedan (Kansas)
 For alternative betydninger, se Sedan. (Se også artikler, som begynder med Sedan)
Sedan er en amerikansk by og administrativt centrum for det amerikanske county Chautauqua County i staten Kansas. I 2006 havde byen et indbyggertal på 1.222.

## Ekstern henvisning
- Sedans hjemmeside (engelsk)

37°07′36″N 96°11′13″V / 37.12672°N 96.18694°V